# Tachidiella minuta
Tachidiella minuta is een eenoogkreeftjessoort uit de familie van de Idyanthidae. De wetenschappelijke naam van de soort werd in 1909 voor het eerst geldig gepubliceerd door Georg Ossian Sars.